# Церебральное перфузионное давление
Церебральное перфузионное давление (сокращенно ЦПД) — физиологический показатель, характеризующий уровень перфузии (кровоснабжения) головного мозга живых существ. Относится к одному из основных показателей нейронаблюдения.
ЦПД определяется по формуле: ЦПД = среднее артериальное давление (САД) — внутричерепное давление (ВЧД) — центральное венозное давление (ЦВД).
Измеряется центральное перфузионное давление в миллиметрах ртутного столба, а его физиологические значения находятся в пределах 60-150 мм.рт.ст.
Центральное венозное давление в силу его низкой величины зачастую пренебрегается как несущественное для определения ЦПД.
Среднее артериальное давление определяется по формуле САД = диастолическое давление + 1/3(систолическое давление — диастолическое давление). Нижней границей для САД считается 60 мм.рт.ст., значения ниже этого уровня угрожают развитием ишемии.
Внутричерепное давление в норме, у лежащего на спине человека, находится в пределах 5-15 мм.рт.ст. у взрослых, 3-7 мм.рт.ст. — у детей и 1,5-6 мм.рт.ст. — у младенцев. Измерение может проводится как инвазивными методами, так и неинвазивными. Инвазивный метод — установка датчика в полость черепа является «золотым стандартом» контроля внутричерепного давления. К неинвазивным относят такие методы как допплеровское ультразвуковое исследование скорости кровотока в средних мозговых артериях, выявление признаков внутричерепной гипертензии с использованием компьютерной и магнитно-резонансной томографии, оценка пульсации вен сетчатки, электроэнцефалография и другие.
Параллельно с измерением ЦПД (и главным образом благодаря ему) вычисляется важный диагностический показатель КРЦС — коэффициент реактивности церебральных сосудов (представляет собой коэффициент линейной корреляции между ВЧД и САД). Положительные величины КРЦС указывают на нарушенную реактивность сосудов и на плохой прогноз исхода заболевания у пациента. Отрицательные значения КРЦС, наоборот, свойственны для нормальных состояний и указывают на благоприятный прогноз.

## Патология
Отклонение от оптимального перфузионного давления будет происходить при изменении как среднего артериального давления, так и внутричерепного давления, причем как в сторону уменьшения, так и увеличения выше определенных границ. При колебаниях в пределах физиологических значений, мозговой кровоток адаптируется за счет механизмов ауторегуляции. В основном за счет изменения просвета мелких артериол. Но при значительных отклонениях ауторегуляция нарушается. Так при снижение ЦПД ниже значений в 50 мм рт. ст. будет приводить к ишемии ткани мозга, а увеличение более 150 мм рт. ст. к отеку головного мозга.
Причины снижения центрального перфузионного давления:
- Снижение среднего артериального давления. Например, при нарушении работы сердца или снижении объема циркулирующей крови при шоке будут нарушать кровоснабжение мозга.[2]
- Повышение внутричерепного давления из-за диффузного отека или наличия дополнительных образований в полости черепа (опухоль, отек вокруг инфаркта головного мозга, при черепно-мозговой травме, излившаяся кровь при внутричерепном кровоизлиянии, нарушение оттока ликвора из полости черепа и так далее) также будут снижать кровоток в головном мозге и приводить к нарушению его функционирования.

Повышение ЦПД может развиваться при резком повышении артериального давления (Например, как осложнение гипертонического криза)

## Доктрина Монро-Келли
Доктрина Монро-Келли объясняет взаимосвязь между кровотоком и внутричерепным давлением. Её основные утверждения говорят, что полость черепа является ограниченным пространством в котором находятся три основных составляющих: ткань мозга, ликвор и кровь в сосудах мозга. Если объем одного из этих компонентов увеличивается, то объем других компонентов должен уменьшится. Например, если ВЧД увеличивается из-за новообразования в ткани мозга, то объем ликвора уменьшается за счет его перемещения в позвоночный канал, а также снижается кровоток в сосудах мозга. В определенных пределах это позволяет компенсировать рост внутричерепного давления, но снижение кровотока может привести к ишемии и гибели клеток головного мозга, вызвать вторичный отек ткани и рост внутричерепного давления.